# Aarzemnieki
Aarzemnieki é uma banda letã. O vocalista da banda chama-se Jöran Steinhauer e  é alemão.
A banda representou a Letónia com o tema "Cake to Bake" ; em português : Bolo para cozinhar , Festival Eurovisão da Canção 2014.Participaram na primeira semi final de duas, mas não lograram alcançar a final, pois se classificaram em 13.º lugar (apenas os 10 primeiros conquistaram o direito a irem à final) e obtiveram 33 pontos.